# دیوید سوئیفت (کارگردان)
دیوید سوئیفت (انگلیسی: David Swift؛ ۲۷ ژوئیهٔ ۱۹۱۹ – ۳۱ دسامبر ۲۰۰۱) یک کارگردان اهل ایالات متحده آمریکا بود. وی بین سال‌های ۱۹۳۷ تا ۱۹۹۸ میلادی فعالیت می‌کرد.